# Michael Burgau

Michael Burgau

Michael Burgau (* 25. März 1878 in Regensburg; † 7. Januar 1949 ebenda) war ein deutscher Politiker der Sozialdemokratischen Partei Deutschlands (SPD).

## Leben
Nach dem Besuch der Volksschule in den Jahren 1884 bis 1891 erlernte Burgau das Schneiderhandwerk. 1894 trat er dem Schneiderverband bei. Seit 1899 betätigte er sich in der Gewerkschaftsbewegung und in der Sozialdemokratischen Partei Deutschlands: 1906 wurde er Kartellvorsitzender, 1912, Angestellter der Transportarbeitergewerkschaft und 1914 Arbeitersekretär.
Von 1914 bis mindestens 1919 gehörte Burgau dem Gemeinderatskollegium und Armenrat von Regensburg an. Von Januar 1919 bis Juni 1920 saß er als Abgeordneter der SPD für den Wahlkreis 25 (Niederbayern und Oberpfalz) in der Weimarer Nationalversammlung. Am 7. April 1919 rief Burgau, nicht aus Überzeugung, sondern vor allem, um die Ordnung in seiner Stadt zu wahren, analog zur Münchner Räterepublik eine Regensburger Räterepublik aus, die jedoch bereits nach drei Tagen wieder – friedlich – abgeschafft wurde. Burgau war in der Zeit von 1919/20 Abgeordneter des Deutschen Reichstages und von 1929 bis zur Auflösung des Stadtrates 1933 neben dem Fraktionsvorsitzenden Karl Esser, Josef Adler, Josef Barth, Ludwig Ehrensperger, Hermann Engler und Josef Zollitsch für die SPD Mitglied im Rat der Stadt Regensburg.
1934 und 1944 erneut wurde Michael Burgau in Schutzhaft genommen. Die Verhaftung 1944 führte ihn bis zu dessen Befreiung ins KZ Flossenbürg. Nach dem Kriegsende setzte er sich mit einem Brief an die Alliierten Machthaber und den Oberbürgermeister von Regensburg für eine Unterstützung der ehemaligen Verfolgten des Naziregimes ein.

## Ehrungen
- Burgau wurde im Jahr 1948 mit der Silbernen Bürgermedaille der Stadt Regensburg ausgezeichnet, eine Ehrung für Bürger der Stadt, die sich in besonderer Weise um das Wohl oder das Ansehen der Stadt verdient gemacht haben.[4]
- Heute erinnert die nach ihm benannte Michael-Burgau-Straße in Regensburg an Burgau.[5]